# Alectrosaurus
Az Alectrosaurus (nevének jelentése 'nőtlen/hajadon gyík') a tyrannosauroidea theropoda dinoszauruszok egyik neme, amely a késő kréta korban élt Belső-Mongólia Autonóm Terület területén. Jóval nagyobb rokonához, a Tyrannosaurushoz hasonló testfelépítésű, két lábon járó húsevő volt, de a hossza valószínűleg nem haladta meg az 5 métert.
Az Alectrosaurus nem neve, ami 'magányos gyíkként' is fordítható, az ógörög αλεκτρος / alektros és σαυρος / szaürosz szavak összetételéből származik. A felfedezése idején egyetlen hasonló ázsiai húsevő sem volt ismert. Egyetlen faját nevezték el (az A. olsenit), amely George Olsenre utal, aki az Amerikai Természetrajzi Múzeum (American Museum of Natural History) harmadik mongóliai expedícióján, 1923-ban felfedezte az első példányokat. A nem és a faj nevét az amerikai őslénykutató, Charles W. Gilmore alkotta meg 1933-ban.

## A felfedezés története

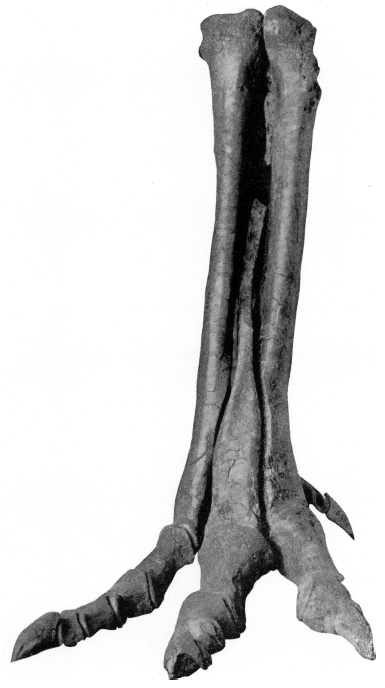
Az Alectrosaurus olseni jobb hátsó lába, az AMNH 6368 katalógusszámú lelet

A holotípus (az AMNH 6554 katalógusszámú lelet), avagy az Alectrosaurus eredeti példánya egy hátsó láb, amit az Iren Dabasu-formációban, Kína belső-mongóliai részén fedeztek fel. A típuspéldány mellső lábát később tévesen azonosított therizinosauroidea maradványnak találták. E geológiai formáció kora nem tisztázott, de általában úgy ítélik meg, hogy a késő kréta kor campaniai korszaka idején, mintegy 83–74 millió évvel ezelőtt keletkezett.
A későbbiekben további maradványokat, többek között egy hasonló hátsó láb, valamint a koponya és a váll részeit is az Alectrosaurus leletanyagához kapcsoltak. Ezek a fosszíliák a szintén bizonytalan korú külső-mongóliai Bayan Shireh-formációból kerültek elő. Lehetséges, hogy e formáció kora kiterjed a kora campaniai alkorszakra is, de a jelenlegi becslések szerint a cenomani–santoni korszakok idején keletkezett. Az Iren Dabasu és a Bayan Shireh dinoszaurusz faunája hasonló, de Jimmy van Itterbeeck és szerzőtársai kijelentették, hogy az Iren Dabasu valószínűleg campaniai–maastrichti korszakbeli és feltehetően egyidős a Nemegt-formációval, így nem meglepő, hogy az Alectrosaurus egyik faja ott is megtalálható.
Mindemellett további részleges csontvázak kerültek elő Belső- és Külső-Mongólia területéről. Ezekről a leletekről 2007 elejéig nem készült leírás.

## Taxonómia
Az Alectrosaurus kétségtelenül egy tyrannosauroidea, de töredékes természete miatt jelenleg nem lehet biztosan meghatározni a többi tyrannosauroideával való rokoni kapcsolatait, emellett több újabb keletű kladisztikus elemzés során is mellőzték. Egy tanulmány egy tyrannosauroidea kladogramon az Alectrosaurus esetében nem kevesebb, mint nyolc maximális takarékosságú (parszimóniájú) pozíciót jelzett. Egyes őslénykutatók az Alectrosaurus olsenit az Albertosaurus egyik fajának tekintik.
Az Alectrosaurust eredetileg hosszúkarú theropodaként jellemezték, de ez a tévesen hozzá kapcsolt therizinosauroidea mellső láb darabok miatt történt. A maradék leletanyag egy igazi tyrannosauroidea hátsó lábához tartozik, azonban a sípcsont és a combcsont hosszának kis aránya jellemzi, ugyanis a legtöbb, a combcsontnál hosszabb sípcsonttal rendelkező tyrannosauroideától eltérően az állat e két csontja nagyjából egyforma hosszú. A hátsó lábfej (és a boka) mérete szintén közelebb áll a sípcsontéhoz, mint a legtöbb, rendszerint hosszabb talpú tyrannnosauroideánál.
A Bayan Shireh-leletanyag nem biztos, hogy ehhez a nemhez tartozik, és további vizsgálatot igényel. Egy kladisztikus elemzés szerint a két példány egy csoportba tartozik, kizárva más taxonokat, így valószínű, hogy közeli rokonságban állnak, még akkor is, ha nem egy fajhoz tartoznak.

## Fordítás
- Ez a szócikk részben vagy egészben az Alectrosaurus című angol Wikipédia-szócikk ezen változatának fordításán alapul.  Az eredeti cikk szerkesztőit annak laptörténete sorolja fel. Ez a jelzés csupán a megfogalmazás eredetét és a szerzői jogokat jelzi, nem szolgál a cikkben szereplő információk forrásmegjelöléseként.